# 주산초등학교 (충남)
주산초등학교는 대한민국 충청남도 보령시 주산면 금암리에 있는 공립 초등학교이다.

## 학교 연혁
- 1921년 5월 16일 주산공립보통학교(4년제) 개교(설립인가 3월 31일)
- 1924년 3월 31일 6년제 인가
- 1938년 4월 1일 주산공립심상소학교로 개칭
- 1941년 4월 1일 주산공립국민학교로 개칭
- 1949년 12월 31일 주산국민학교로 개칭
- 1961년 3월 1일 수곡국민학교 분리
- 1963년 3월 1일 정곡국민학교 분리
- 1981년 3월 1일 병설유치원 개원
- 1992년 3월 1일 정곡국민학교 통합
- 1996년 3월 1일 주산초등학교로 학교명 변경
- 1999년 3월 1일 수곡초등학교 통합
- 2003.05.20 다목적 강당 준공
- 2021.07.05 보령상상이룸교육센터 개관
- 2023.01.06 제100회 졸업생 1명 (총 8938명)
- 2023.03.01 초등 6학급, 유치원 1학급 인가

## 참고 자료
- 주산초등학교 - 한국교육학술정보원 학교알리미